# Waalse Pijl 2007
De 71ste editie van de Waalse Pijl werd gehouden op woensdag 25 april 2007. De mannenwedstrijd had een lengte van 202,5 kilometer. De start lag in Charleroi, de finish in Hoei, op de Muur van Hoei. Van de 190 gestarte renners bereikten 122 coureurs de eindstreep.

## Verloop
Hoewel vijftien kilometer voor de finish de finale hard werd gemaakt door een zevental renners onder wie Thomas Dekker, begon het peloton traditiegetrouw in één groep aan de Muur van Hoei, de traditionele scherprechter van de Waalse Pijl. Op de klim reden Davide Rebellin en Matthias Kessler het peloton uit elkaar. Rebellin wist op de streep uiteindelijk Alejandro Valverde, Danilo di Luca en Kessler achter zich te houden.

## Resultaten

### Uitslag mannen
| Waalse Pijl 2007 (202.5 km) |                    |                       |          |
| Plaats                      | Naam               | Ploeg                 | Tijd     |
| Winnaar                     | Davide Rebellin    | Team Gerolsteiner     | 4u48'06" |
| 2                           | Alejandro Valverde | Caisse d'Epargne      | +00' 06" |
| 3                           | Danilo Di Luca     | Liquigas              | z.t.     |
| 4                           | Matthias Kessler   | Astana                | +00' 08" |
| 5                           | Riccardo Riccò     | Saunier Duval-Prodir  | z.t.     |
| 6                           | Rinaldo Nocentini  | Ag2r Prévoyance       | +00' 13" |
| 7                           | Fränk Schleck      | Team CSC              | +00' 16" |
| 8                           | John Gadret        | Ag2r Prévoyance       | +00' 19" |
| 9                           | Robert Gesink      | Rabobank              | z.t.     |
| 10                          | Tadej Valjavec     | Lampre-Fondital       | z.t.     |
| 11                          | Fabian Wegmann     | Team Gerolsteiner     | z.t.     |
| 12                          | Óscar Freire       | Rabobank              | z.t.     |
| 13                          | Jelle Vanendert    | Chocolade Jacques-TV  | +00' 23" |
| 14                          | Benoît Salmon      | Agritubel             | z.t.     |
| 15                          | Manuele Mori       | Saunier Duval-Prodir  | +00' 25" |
| 16                          | Xavier Florencio   | Bouygues Télécom      | +00' 27" |
| 17                          | Jérôme Pineau      | Bouygues Télécom      | z.t.     |
| 18                          | Eduardo Gonzalo    | Agritubel             | +00' 29" |
| 19                          | Philippe Gilbert   | La Française des Jeux | +00' 31" |
| 20                          | Gilberto Simoni    | Saunier Duval-Prodir  | z.t.     |

### Uitslag vrouwen
| Waalse Pijl 2007 (103.9 km) |                   |                         |          |
| Plaats                      | Naam              | Ploeg                   | Tijd     |
| Winnaar                     | Marianne Vos      | Team DSB Bank           | 2u48'05" |
| 2                           | Nicole Cooke      | Raleigh Lifeforce       | +00' 04" |
| 3                           | Judith Arndt      | T-Mobile                | +00' 07" |
| 4                           | Amber Neben       | Team Flexpoint          | +00' 15" |
| 5                           | Kristin Armstrong | US National Team        | +00' 19" |
| 6                           | Nicole Brändli    | Bigla Cycling Team      | +00' 23" |
| 7                           | Andrea Graus      | Nürnberger Versicherung | z.t.     |
| 8                           | Regina Bruins     | Dutch National Team     | +00' 27" |
| 9                           | Fabiana Luperini  | Menikini-Gysko          | +00' 29" |
| 10                          | Eva Lutz          | Nürnberger Versicherung | +00' 31" |

| Stand UCI Road Women World Cup 2007 |                     |                         |        |
| Plaats                              | Naam                | Ploeg                   | Punten |
| Gouden trui                         | Nicole Cooke        | Raleigh Lifeforce       | 221    |
| 2                                   | Marianne Vos        | Team DSB Bank           | 145    |
| 3                                   | Adrie Visser        | Team DSB Bank           | 75     |
| 4                                   | Ina-Yoko Teutenberg | T-Mobile                | 60     |
| 5                                   | Trixi Worrack       | Nürnberger Versicherung | 51     |

1936 · 1937 · 1938 · 1939 · 1940 · 1941 · 1942 · 1943 · 1944 · 1945 · 1946 · 1947 · 1948 · 1949 · 1950 · 1951 · 1952 · 1953 · 1954 · 1955 · 1956 · 1957 · 1958 · 1959 · 1960 · 1961 · 1962 · 1963 · 1964 · 1965 · 1966 · 1967 · 1968 · 1969 · 1970 · 1971 · 1972 · 1973 · 1974 · 1975 · 1976 · 1977 · 1978 · 1979 · 1980 · 1981 · 1982 · 1983 · 1984 · 1985 · 1986 · 1987 · 1988 · 1989 · 1990 · 1991 · 1992 · 1993 · 1994 · 1995 · 1996 · 1997 · 1998 · 1999 · 2000 · 2001 · 2002 · 2003 · 2004 · 2005 · 2006 · 2007 · 2008 · 2009 · 2010 · 2011 · 2012 · 2013 · 2014 · 2015 · 2016 · 2017 · 2018 · 2019 · 2020 · 2021 · 2022 · 2023 · 2024
Lijst van beklimmingen
 Parijs-Nice · 
 Tirreno-Adriatico · 
 Milaan-San Remo · 
 Ronde van Vlaanderen · 
 Ronde van het Baskenland · 
 Gent-Wevelgem · 
 Parijs-Roubaix · 
 Amstel Gold Race · 
 Waalse Pijl · 
 Luik-Bastenaken-Luik · 
 Ronde van Romandië · 
 Ronde van Italië · 
 Ronde van Catalonië · 
 Critérium du Dauphiné Libéré · 
 Ronde van Zwitserland · 
 Ploegentijdrit Eindhoven · 
 Ronde van Frankrijk · 
 Clásica San Sebastián · 
 Ronde van Duitsland · 
 Vattenfall Cyclassics · 
  ENECO Tour · 
 GP Ouest France-Plouay · 
 Ronde van Spanje · 
 Ronde van Polen · 
 Kampioenschap van Zürich · 
 Parijs-Tours · 
 Ronde van Lombardije